# Rodney Wagner
Rodney Wagner (* 30. Juli 1955) ist ein ehemaliger australischer Bogenschütze.

## Karriere
Rodney Wagner nahm an den Weltmeisterschaften 1977 und den Olympischen Spielen 1988 teil. Dort belegte er im Einzelwettkampf den 63. Platz. Im Mannschaftswettbewerb belegte er mit dem australischen Team den 13. Platz.